# Неа-Муданья
Не́а-Муданья́ (греч. Νέα Μουδανιά)  — малый город в Греции, порт. Расположен на высоте 20 метров над уровнем моря на берегу залива Термаикоса, в 53 километрах к юго-востоку от центра Салоник и в 41 километре к юго-востоку от международного аэропорта «Македония». Административный центр общины (дима) Неа-Пропондида в периферийной единице Халкидики в периферии Центральной Македонии. Население 9342 жителя по переписи 2011 года. Площадь 16,115 квадратного километра. Жители преимущественно заняты в туристическом бизнесе и рыболовстве.
По восточной окраине города проходит Автострада 24, которая соединяет Неа-Муданью с Салониками.

## История
В районе Неа-Муданьи находятся руины древнего города, предположительно Спартола.
Город Неа-Муданья основан в 1922 году беженцами из Муданьи в Малой Азии после малоазийской катастрофы и греко-турецкого обмена населением.
До 1928 года назывался Карьи-Лимани (Καργή-Λιμάνι).

## Население
| Год  | Население, человек |
| ---- | ------------------ |
| 1991 | 4447               |
| 2001 | 6430               |
| 2011 | ↗ 9342             |